# St. Laurentius und Stephanus (Paar)

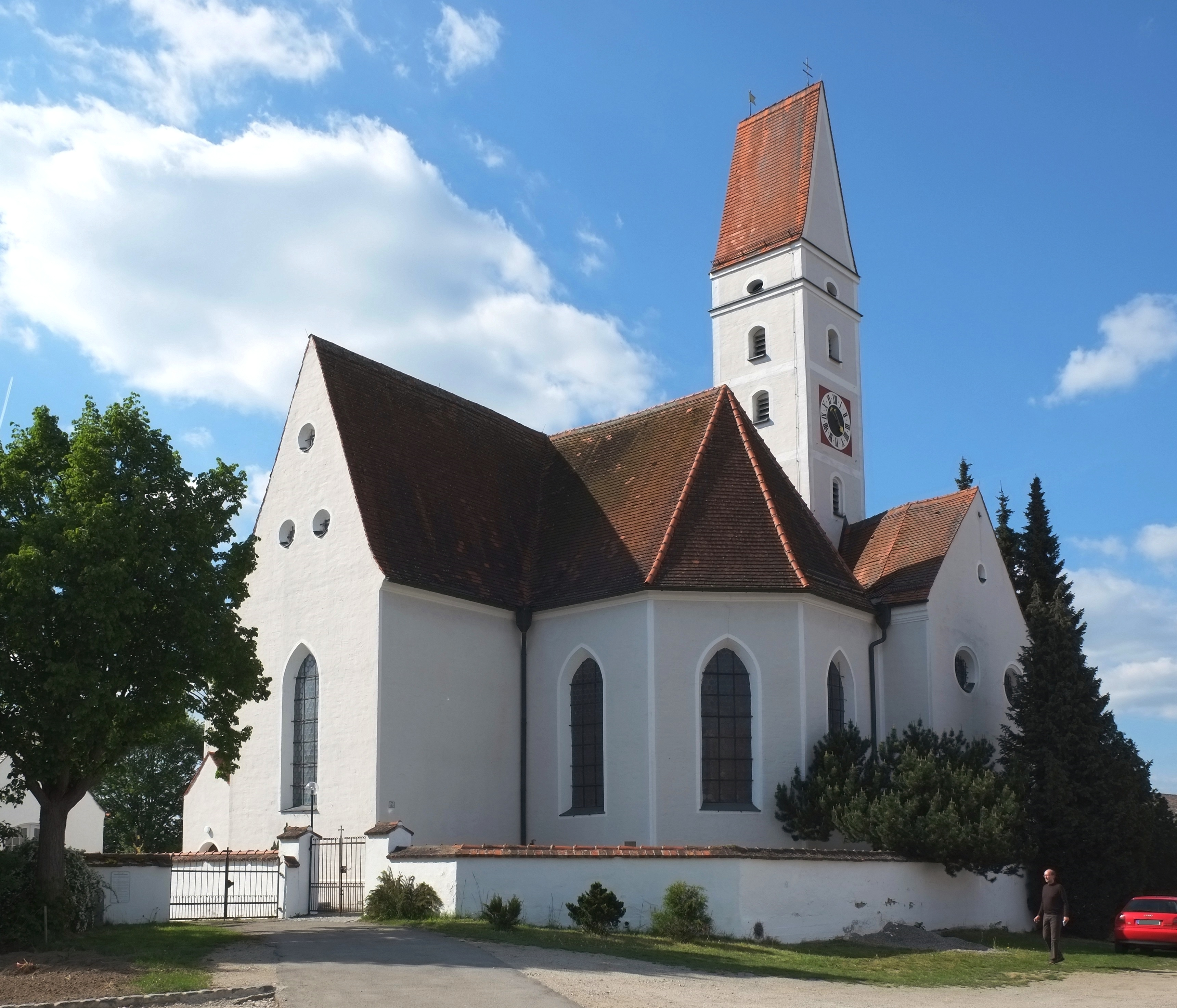
St. Laurentius und Stephanus in Paar

Die katholische Filialkirche St. Laurentius und Stephanus ist ein bedeutendes nachgotisches Baudenkmal in Paar bei Kühbach.

## Geschichte
Die Kirche St. Laurentius und Stephanus ist seit dem 15. Jahrhundert die Grablege der Grafen von Haslang. Die um 1450 errichtete Vorgängerkirche wurde 1605 abgebrochen. 1606/07 entstand ein Neubau durch Abraham Bader und einem Meister Jörg(en) aus München. Das Bauwerk wird zu den bedeutendsten Werken der Nachgotik in Bayern gezählt. Die Filiale gehört zur Pfarrei St. Magnus in Kühbach.

## Baubeschreibung
Im nördlichen Winkel der kreuzförmigen Anlage steht der Turm mit Satteldach. Östlich schließt die Sakristei an. Die östliche Achse des einschiffigen Langhauses ist in Rundbogenarkaden gegen die Querarme geöffnet. Diese sind quadratisch und werden von einem Kreuzgratgewölbe überspannt. Der Chor der Kirche ist fünfseitig geschlossen. Der pilastergegliederten Stichkappentonne wurde ein Stuckrippennetz aufgelegt. An den Schlusssteinen sind die Wappen der Familien Haslang, Gumppenberg und Weichs dargestellt.

## Ausstattung

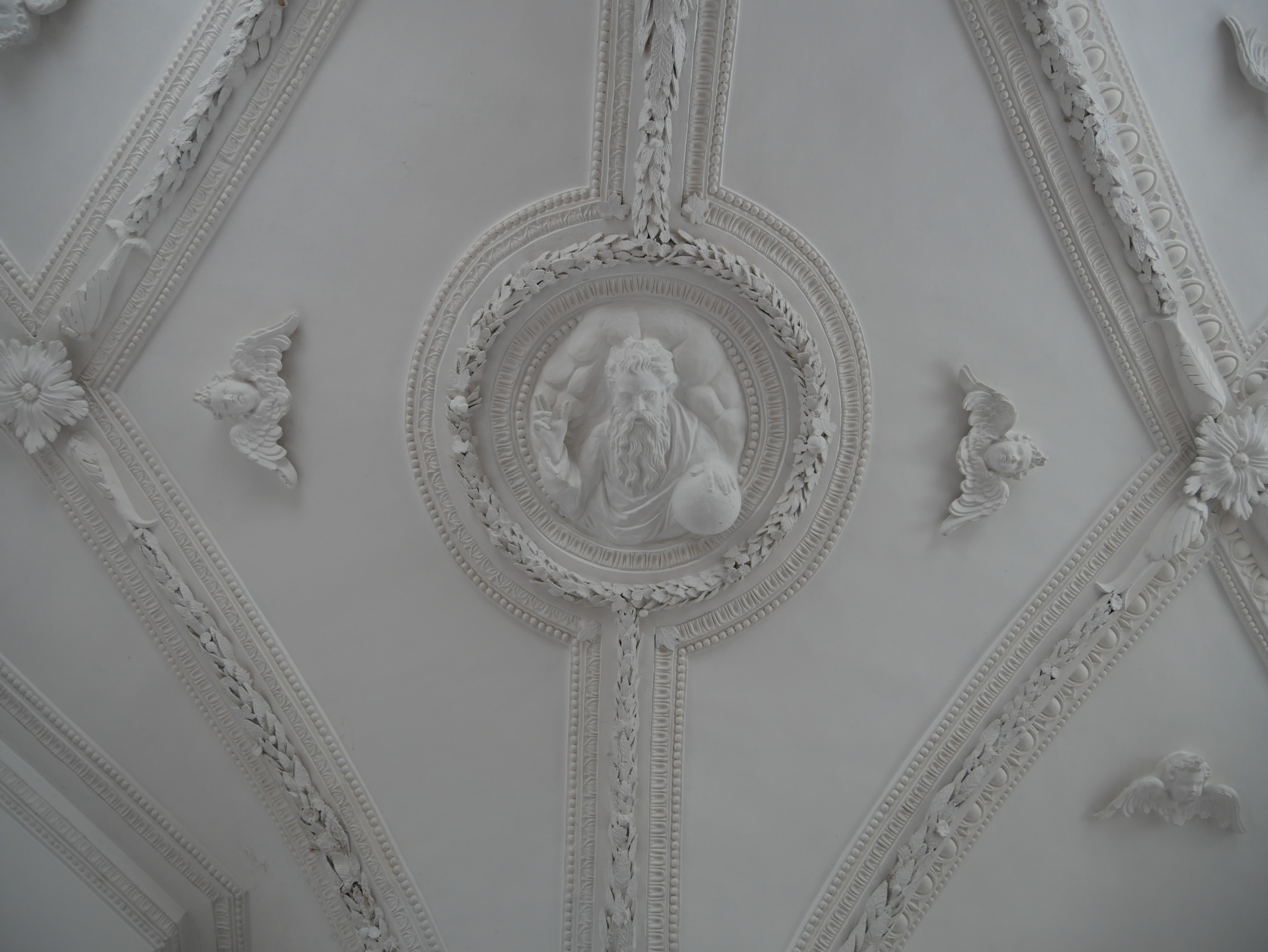
Gottvater im Deckenstuck der Sakristei

Der Stuck aus den Jahren 1606/07 in Form von Laubwerkstäben mit Engel in den Querarmen wird Antonio und Pietro Castello zugeschrieben. In der Sakristei findet sich ein Medaillon mit der Büste Gottvaters. Der Hochaltar ist mit der Jahreszahl 1782 bezeichnet. Das Altargemälde aus dem frühen 17. Jahrhundert stammt aus dem Umkreis von Peter Candid und zeigt die Heiligen Laurentius und Stephanus vor der Trinität. Im Auszug ist der heilige Michael dargestellt. Die Seitenaltäre wurden 1785 von Johann Anton Wiest geschaffen. Die Altarbilder aus dem Jahre 1815 sind von Johann Nepomuk Wanner und zeigen links die Pflege des heiligen Sebastian und rechts Maria mit ihren Eltern. Am Korb der Kanzel aus dem Ende des 17. Jahrhunderts finden sich Statuetten des Salvator mundi, Johannes des Täufers, sowie der Heiligen Johann Nepomuk, Laurentius und Stephanus. Gemälde aus dem frühen 17. Jahrhundert, ebenfalls aus dem Umfeld Peter Candids, zeigen die Verkündigung Mariä und die Stigmatisation des heiligen Franziskus. Die Figuren der Heiligen Laurentius und Stephanus sind um 1450 entstanden. Die Immaculata und der heilige Joseph um 1750 werden Johann Caspar Öberl zugewiesen.

## Epitaphien
Im Langhaus finden sich die Epitaphien für Georg von Haslang († 1565), und Haimeron von Haslang († 1578) aus dem Umkreis von Christoph Murmann dem Älteren, sowie für Heinrich von Haslang († 1566); im Chor die Epitaphien von Rudolf von Haslang (ohne Sterbedatum) mit Gnadenstuhl, sowie im Boden ein Wappenstein für Heinrich von Haslang († 1491).